# Менедем
Менедем из Еретрије (стгрч. ΜενεδημοςΜενεδημος; 345/4. п. н. е. - 261/0. п. н. е.) је старогрчки филозоф, оснивач еретријске школе. Студирао је филозофију прво у Атини, затим код Стилпона и Федона. Менедемови списи нису сачувани, осим неколико коментара каснијих писаца.
О његовим филозофским ставовима постоје фрагментарни подаци. Атенеј, цитирајући Епикрата, верује да је Менедем био платониста, али према другим изворима он је преферирао Стилпона. Према Диогену Лаертију, Менедем је добро идентификовао као корисност, негирао је вредност негативних судова, пошто само афирмације изражавају истину. 
У етици је, према сведочењу Плутарха и Цицерона, веома ценио врлину. Цицерон такође извештава да је Менедем био следбеник мегарске школе. Диоген каже да Менедем није оставио никаква дела, а еретријанска школа је убрзо престала да постоји.